# Phryxe maculata
Phryxe maculata là một loài ruồi trong họ Tachinidae.